# Dionisio García Ibáñez
Pour les articles homonymes, voir Ibáñez.
Dionisio García Ibáñez, né le 31 janvier 1945 à Guantánamo au Cuba, est un prélat catholique cubain. Depuis 2007, il est l'archevêque de Santiago de Cuba. De 1995 à 2007, il était l'évêque de Santísimo Salvador de Bayamo y Manzanillo. Il a été ordonné évêque en 1996. Il est également le président de la conférence des évêques de Cuba depuis 2009.

## Biographie
Dionisio García Ibáñez a commencé à étudier le génie électrique à l'université d'Oriente (en) au Venezuela et termina à l'université de La Havane à Cuba en 1972 avec une spécialisation en télécommunications. En 1982, il est entré au séminaire de San Carlos y San Ambrosio (es) à La Havane. Il fut ordre prêtre le 8 juillet 1985 pour l'archidiocèse de Santiago de Cuba par l'archevêque Pedro Claro Meurice Estiu.
De 1992 à 1996, il a été le curé de la paroisse de l'Immaculée Conception à Manzanillo. Le 9 décembre 1995, il a été nommé évêque du diocèse de Santísimo Salvador de Bayamo y Manzanillo par le pape Jean-Paul II. Il a été ordonné évêque le 27 janvier 1996 par l'archevêque Pedro Claro Meurice Estiu avec comme co-consécrateurs Carlos Jesús Patricio Baladrón Valdés (de) et José Siro González Bacallao (de). Le 10 février 2007, il a été nommé archevêque de l'archidiocèse de Santiago de Cuba par le pape Benoît XVI, poste qu'il occupa à partir du 24 février suivant. Depuis 2009, il préside la conférence des évêques de Cuba.

## Succession apostolique
Dionisio García Ibáñez a ordonné les évêques suivants :
- Évêque Álvaro Julio Beyra Luarca (es) (2007)